# Cynorkis verrucosa
Cynorkis verrucosa är en orkidéart som beskrevs av Jean Marie Bosser. Cynorkis verrucosa ingår i släktet Cynorkis, och familjen orkidéer. Inga underarter finns listade i Catalogue of Life.